# Fußball-Weltmeisterschaft der Frauen 2003/Statistik
Dieser Artikel gibt einen Überblick über die Rekorde und Statistiken zur Fußball-Weltmeisterschaft der Frauen 2003.

## Torjägerinnen
- Jüngste Torschützin: Jelena Danilowa (Russland) mit 16 Jahren und 107 Tagen bei der 1:7-Niederlage gegen Deutschland im Viertelfinale (aktueller Rekord). Fünf Tage zuvor war die Kanadierin Kara Lang beim 3:1-Sieg gegen Japan im Alter von 16 Jahren und 340 Tagen jüngste WM-Torschützin geworden
- Älteste Torschützin: Charmaine Hooper (Kanada) im Alter von 35 Jahren und 260 Tagen mit dem 1:0-Siegtor gegen China im Viertelfinale
- Erste Torschützin: Anita Rapp (Norwegen) in der 47. Minute des Eröffnungsspiels gegen Frankreich
- Schnellste Torschützin: Maren Meinert (Deutschland) in der 3. Minute beim 6:1-Sieg gegen Neuling Argentinien
- Letzte Schützin eines Golden Goals Nia Künzer (Deutschland) in der 98. Minute des Finales gegen Schweden zum 2:1
- Alberta Sackey (Ghana) erzielte beim 2:1-Sieg gegen Australien das 400. WM-Tor
- Schnellster Hattrick: Mio Ōtani (Japan) durch Tore in der 72., 75. und 80. Minute beim 6:0 gegen Argentinien – unterboten von Fabienne Humm (Schweiz) am 12. Juni 2015 gegen Ecuador – 3 Tore innerhalb von fünf Minuten (47., 49. und 52. Spielminute),
- Erste Spielerin mit mindestens je einem Tor bei vier Weltmeisterschaften: Bettina Wiegmann 1991 (3), 1995 (3), 1999 (3) und 2003 (2) – 2003 erzielte sie am 20. September das erste von zwei Toren. Sun Wen erzielte als zweite Spielerin am 21. September 2003 ein Tor bei ihrer vierten WM.
- Erste Spielerin mit mindestens je zwei Toren bei vier Weltmeisterschaften: Mia Hamm 1991 (2), 1995 (2), 1999 (2) und 2003 (2) – 2003 erzielte sie am 25. September zwei Tore, Bettina Wiegmann gelang ihr zweites Tor bei der WM 2003 erst am 27. September.
- Das schnellste Ausgleichstor: Dianne Alagich (Australien), Eigentor zum 1:1 für Russland in der 39. Minute. Das 1:0 für Australien gelang Kelly Golebiowski in der 38. Minute (Endstand 1:2).

### Beste Torschützinnen
| Rang | Spielerin                 | Tore |
| ---- | ------------------------- | ---- |
| 1    | Birgit Prinz              | 7    |
| 2    | Maren Meinert             | 4    |
|      | Kátia                     | 4    |
|      | Kerstin Garefrekes        | 4    |
| 5    | Victoria Sandell Svensson | 3    |
|      | Homare Sawa               | 3    |
|      | Mio Otani                 | 3    |
|      | Dagny Mellgren            | 3    |
|      | Christine Latham          | 3    |
|      | Christine Sinclair        | 3    |
|      | Hanna Ljungberg           | 3    |
|      | Marta                     | 3    |
|      | Abby Wambach              | 3    |

Zudem 18 Spielerinnen mit zwei Toren, 24 Spielerinnen mit einem Tor und 1 Eigentor

## Abschlusstabelle WM 2003
Rangliste nach Kriterien der FIFA:
| Rang | Mannschaft          | Spiele | Gewonnen | Unentschieden | Verloren | Tore  | Tordifferenz | Punkte |
| ---- | ------------------- | ------ | -------- | ------------- | -------- | ----- | ------------ | ------ |
| 01   | Deutschland         | 6      | 6        | 0             | 0        | 25:04 | +21          | 18     |
| 02   | Schweden            | 6      | 4        | 0             | 2        | 10:07 | +3           | 12     |
| 03   | Vereinigte Staaten  | 6      | 5        | 0             | 1        | 17:05 | +12          | 15     |
| 04   | Kanada              | 6      | 3        | 0             | 3        | 10:10 | ±0           | 9      |
| 05   | Brasilien           | 4      | 2        | 1             | 1        | 09:04 | +5           | 7      |
| 06   | Volksrepublik China | 4      | 2        | 1             | 1        | 03:02 | +1           | 7      |
| 07   | Norwegen            | 4      | 2        | 0             | 2        | 10:06 | +4           | 6      |
| 08   | Russland            | 4      | 2        | 0             | 2        | 06:09 | −3           | 6      |
| 09   | Frankreich (E)      | 3      | 1        | 1             | 1        | 02:03 | −1           | 4      |
| 10   | Japan               | 3      | 1        | 0             | 2        | 07:06 | +1           | 3      |
| 12   | Ghana               | 3      | 1        | 0             | 2        | 02:05 | −3           | 3      |
| 13   | Australien          | 3      | 0        | 1             | 2        | 03:05 | −2           | 1      |
| 14   | Südkorea (E)        | 3      | 0        | 0             | 3        | 01:11 | −10          | 0      |
| 15   | Nigeria             | 3      | 0        | 0             | 3        | 00:11 | −11          | 0      |
| 16   | Argentinien (E)     | 3      | 0        | 0             | 3        | 01:15 | −14          | 0      |

Anmerkungen:
- Entscheidend für die Reihenfolge nach FIFA-Kriterien ist zunächst die erreichte Runde (Sieger, Finalist, Dritter, Halbfinalist, Viertelfinalist, Vorrundenteilnehmer). Ist die erreichte Runde gleich, entscheiden der Reihe nach die Zahl der Punkte, die Tordifferenz, die Zahl der geschossenen Tore und der direkte Vergleich.
- Entscheidungen nach Verlängerung werden mit dem Stand nach 120 Minuten bzw. beim Ende durch Golden Goal gewertet, aber ohne Tore im Elfmeterschießen.
- (E) = Erste Teilnahme

## Spielerinnen
- Joy Fawcett, Julie Foudy und Kristine Lilly (alle USA) wurden mit 24 Spielen WM-Rekordspielerinnen. Lilly steigerte den Rekord 2007 auf 30 Spiele.
- Jüngste Spielerin: Jelena Danilowa (Russland) mit 16 Jahren und 107 Tagen
- Bente Nordby (Norwegen) steigerte den von ihr und Briana Scurry (USA) gehaltenen Rekord von sieben Spielen ohne Gegentor im ersten Gruppenspiel auf 8 Spiele, Scurry zog dann im zweiten Gruppenspiel der USA gleich, steigerte den Rekord im dritten Gruppenspiel auf 9 und im Viertelfinale gegen Norwegen auf 10 Spiele, was nach ihr nur noch Hope Solo (USA) bei den nächsten drei WM-Endrunden gelang

## Trainer
- Tina Theune-Meyer (Deutschland) konnte als erste Trainerin mit ihrer Mannschaft den Titel holen
- Even Pellerud (Norwegen) nahm als erster Trainer zum dritten Mal an der WM teil, 1991 und 1995 mit Norwegen, nun mit Kanada, und wurde mit 18 Spielen WM-Rekord-Trainer bei den Frauen, was noch von keinem anderen Trainer erreicht wurde und nur von ihm weiter ausgebaut wurde.
- Pellerud ist auch der bisher einzige Trainer, der mit 2 Mannschaften das Halbfinale erreichte: 1991 und 1995 mit Norwegen und anschließendem Titelgewinn 1995 gegen Deutschland, 2003 mit Kanada und anschließender Niederlage im Spiel um Platz 3 (1:3) gegen die USA.
- Ältester Trainer bei einer WM, dessen Alter bekannt ist.:[1] Paulo Gonçalves (Brasilien) mit 66 Jahren bei dieser
- Nur Kanada wurde von einem ausländischen Trainer betreut, dem Norweger Pellerud.
- April Heinrichs (USA), Élisabeth Loisel (Frankreich), Tina Theune-Meyer (Deutschland) und Marika Domanski Lyfors (Schweden) waren die einzigen Trainerinnen, die anderen 12 Mannschaften wurden von Männern trainiert.
- April Heinrichs war die erste Trainerin, die selber als Spielerin (1991) an einer WM teilgenommen hatte.

## Schiedsrichterinnen
- Erste Schiedsrichterin, die 9 WM-Spiele leitete: Sonia Denoncourt (Kanada) von 1995 bis 2003
- Älteste Schiedsrichterin: Kateriina Elovitra (Finnland) im Alter von 42 Jahren und 232 Tagen (aktueller Rekord) beim Spiel Schweden – Kanada am 5. Oktober 2003
- Ri Hyang-ok (Nordkorea) und Anastassija Pustowoitowa (Russland) nahmen sowohl als Spielerin (1999 und 2003 bzw. 2003) als auch als Schiedsrichterin (2015 und 2019 bzw. 2019) an Weltmeisterschaften teil.

## Qualifikation
- 99 Mannschaften wurden zur Qualifikation gemeldet, 11 mehr als vier Jahre zuvor. Die UEFA sortierte aber wieder 18 spielschwache Mannschaften aus, die schon eine Vorqualifikation für die WM 2007 spielten.
- Deutschland konnte als einzige Mannschaft alle sechs Qualifikationsspiele gewinnen. Norwegen, Schweden und Russland konnten sich ebenfalls als Gruppensieger qualifizieren, Frankreichs in den Play-offs der Gruppenzweiten.
- In Südamerika nahmen wieder alle CONMEBOL-Mitglieder an der Qualifikation teil. Brasilien war für die Endrunde gesetzt, die neun anderen spielten in drei Dreiergruppen drei weitere Teilnehmer aus. Beim Turnier in Lima qualifizierten sich Brasilien als Südamerikameister und Argentinien als Vizemeister für die WM.
- In der CONCACAF-Qualifikation bestritten die Frauen von Panama und der Amerikanischen Jungferninseln ihre ersten Länderspiele. Die USA nahmen zwar teil und gewannen, als Gastgeber waren sie aber automatisch für die WM qualifiziert. Kanada qualifizierte sich als Zweiter, Mexiko scheiterte in den interkontinentalen Playoffs an Japan
- In Asien qualifizierte Nordkorea sich als Asienmeister, China als Zweiter, Südkorea als Dritter und Japan musste als Vierter in die interkontinentalen Playoffs.
- In Afrika waren es für die Frauen Äquatorialguineas, Äthiopiens, Eritreas, aus Gabun, aus Mali, von São Tomé und Príncipe, des Senegals und Tansanias die ersten Länderspiele. Botswana, Guinea-Bissau und Swasiland zogen zurück. Nigeria qualifizierte sich erneut als Afrikameister, Ghana wieder als Vizemeister.
- In der ozeanischen Qualifikation traten die Frauen der Cookinseln erstmals zu Länderspielen an und kassierten mit 0:11 gegen Australien gleich eine Rekordniederlage. Australien qualifizierte sich mit vier Siegen und 45:0 Toren für die WM.
- Das Play-off-Spiel zwischen Mexiko und Japan ist mit 75.000 Zuschauern das Qualifikationsspiel mit den meisten Zuschauern. Mehr Zuschauer sahen nur das Finale und das Eröffnungsspiel der WM 1999

## Besonderheiten
- Deutschland stellte mit 25 Toren den Turnierrekord der USA von der ersten WM mit 25 Toren ein
- Mit Deutschland konnte erstmals der Europameister den WM-Titel gewinnen und anschließend als erster Weltmeister Europameister werden.
- Deutschland wurde als erstes Land Weltmeister, das gegen Mannschaften von vier Konföderationen spielte: 2× Nordamerika, 2× Europa, 1× Asien, 1× Südamerika.
- Deutschland ist bis heute der einzige Weltmeister, der nach einem Rückstand im Finale noch gewinnen konnte. Japan konnte zwar 2011 im Finale zweimal einen Rückstand aufholen, aber nur durch Elfmeterschießen den Titel holen.
- Als bisher einziges Land stellte Deutschland mit dem Titelgewinn sowohl bereits den Weltmeister der Frauen als auch den der Männer – aber nie beide Titel gleichzeitig
- Als Weltmeister löste Deutschland die USA als Führender der im Juli 2003 eingeführten FIFA-Weltrangliste der Frauen ab.
- Zum ersten und letzten Mal wurden das Finale durch ein Golden Goal entschieden
- Mit den USA und Kanada belegten zum ersten Mal zwei nordamerikanische Mannschaften die Plätze 3 und 4
- Für Deutschland begann bei dieser WM die WM-übergreifende Rekordzeit von 679 Spielminuten ohne Gegentor, begonnen nach dem 0:1-Gegentor im Finale und endend mit dem Anschlusstor zum 1:2 im Eröffnungsspiel der WM 2011, womit der von China bei dieser WM aufgestellte Rekord von 442 Minuten ohne Gegentor überboten wurde.
- Für die USA endete bei dieser WM die WM-übergreifende Serie von 11 Spielen ohne Niederlage in Folge, die 1995 mit dem Sieg im Spiel um Platz 3 begonnen hatte, durch die Halbfinalniederlage gegen Deutschland
- Für Deutschland begann dagegen bei dieser WM die WM-übergreifende Rekordserie von 15 Spielen ohne Niederlage in Folge, die erst durch die Viertelfinalniederlage bei der WM 2011 gegen Japan endete. Mit dem Sieg im Finale 2007 überboten sie den Rekord der USA.
- Für Ghana endete bei dieser WM die längste Serie ohne eigenes Tor mit je 4 Spielen (1999–2003), womit sie den Rekord von Japan (1991–2005) und Nigeria (1991–1995) einstellten, der dann auch später von Nordkorea (2007–2011) eingestellt wurde.
- Deutschland und die USA trafen als erste Mannschaften zum zweiten Mal im Halbfinale aufeinander. 1991 gewann die USA, nun Deutschland. 2015 trafen beide wieder aufeinander, mit dem besseren Ende für die USA
- Mit Norwegen und den USA trafen im Viertelfinale (0:1) erstmals zwei ehemalige Weltmeister bei einer WM aufeinander.
- Das 0:6 von Argentinien gegen Japan war bis 2015 die höchste Niederlage eines WM-Neulings im ersten Spiel.
- Mit Norwegen schied zum ersten Mal der Olympiasieger im Viertelfinale aus.
- Der Rekord der Norwegerinnen von 368 Minuten ohne Gegentor, der bei der WM 1991 im Finale gestartet wurde und bei der WM 1999 im Viertelfinale endete, konnte von China überboten und auf 442 Minuten gesteigert werden.
- Das Finale zwischen Deutschland und Schweden ist das zweite und bisher letzte zwischen zwei europäischen Mannschaften, in beiden Fällen spielte Deutschland gegen eine skandinavische Mannschaft (1995 gegen Norwegen)
- Bei dieser WM gab es den größten relativen Unterschied zwischen den beiden Finalisten auf dem Weg ins Finale zugunsten des Weltmeisters: Deutschland schoss die 2,6-fache Anzahl der Tore Schwedens
- Die USA wurden als bisher einzige Gastgeber Dritter
- Das Eröffnungsspiel zwischen Olympiasieger Norwegen und Frankreich ist das bisher einzige offizielle Eröffnungsspiel ohne Gastgeber und Weltmeister.
- Australien und China trafen als erste Mannschaften zum dritten Mal in der Vorrunde aufeinander.

## Fortlaufende Rangliste
| Rang | Mannschaft               | Teilnahmen | Spiele | Gewonnen | Unentschieden | Verloren | Tore  | Tordifferenz | Punkte |
| ---- | ------------------------ | ---------- | ------ | -------- | ------------- | -------- | ----- | ------------ | ------ |
| 01   | Vereinigte Staaten** (=) | 4          | 24     | 20       | 2             | 2        | 73:18 | +57          | 62     |
| 02   | Norwegen* (=)            | 4          | 22     | 16       | 1             | 5        | 63:25 | +38          | 49     |
| 03   | Deutschland* ↑1          | 4          | 22     | 15       | 2             | 5        | 63:27 | +36          | 47     |
| 04   | Volksrepublik China ↓1   | 4          | 20     | 11       | 5             | 4        | 43:18 | +25          | 38     |
| 05   | Schweden (=)             | 4          | 20     | 12       | 1             | 7        | 41:24 | +17          | 37     |
| 06   | Brasilien (=)            | 4          | 16     | 7        | 3             | 6        | 29:28 | +1           | 24     |
| 07   | Russland ↑3              | 2          | 8      | 4        | 0             | 4        | 16:14 | +2           | 12     |
| 08   | Kanada ↑7                | 3          | 12     | 3        | 2             | 7        | 18:35 | −17          | 11     |
| 09   | Italien ↓2               | 2          | 7      | 3        | 1             | 3        | 11:08 | +3           | 10     |
| 10   | Dänemark ↓2              | 3          | 11     | 2        | 1             | 8        | 15:22 | −7           | 7      |
| 11   | Japan ↑1                 | 4          | 13     | 2        | 1             | 10       | 10:36 | −26          | 7      |
| 12   | Nigeria ↓3               | 4          | 13     | 2        | 1             | 10       | 13:44 | −31          | 7      |
| 13   | Nordkorea (=)            | 2          | 6      | 2        | 0             | 4        | 07:10 | −3           | 6      |
| 14   | England ↓3               | 1          | 4      | 2        | 0             | 2        | 06:09 | −3           | 6      |
| 15   | Frankreich (N)           | 1          | 3      | 1        | 1             | 1        | 02:03 | −1           | 4      |
| 16   | Ghana (=)                | 2          | 3      | 1        | 1             | 4        | 03:15 | −12          | 4      |
| 17   | Chinesisch Taipeh ↓3     | 1          | 4      | 1        | 0             | 3        | 02:15 | −13          | 3      |
| 18   | Australien ↓1            | 3          | 9      | 0        | 2             | 7        | 09:25 | −16          | 2      |
| 19   | Neuseeland ↓1            | 1          | 3      | 0        | 0             | 3        | 01:11 | −10          | 0      |
|      | Südkorea (N)             | 1          | 3      | 0        | 0             | 3        | 01:11 | −10          | 0      |
| 21   | Argentinien (N)          | 1          | 3      | 0        | 0             | 3        | 01:15 | −14          | 0      |
|      | Mexiko ↓2                | 1          | 3      | 0        | 0             | 3        | 01:15 | −14          | 0      |

Anmerkungen:
- Kursiv gesetzte Mannschaften waren 2003 nicht dabei, die fett gesetzte Mannschaft gewann das Turnier